# 高橋光
高橋光（日语：／ Takahashi Hikaru */?，2001年9月22日—）是日本女演員、時裝模特兒 、電視藝人，出身於滋賀縣大津市。所屬經紀公司是奧斯卡傳播。

## 經歷
2014年參加第14屆全日本國民的美少女比賽獲得冠軍，進入藝能界。
2017年和母親一同移居東京，同年5月在NHK大河劇「女城主 直虎」中登場，飾演井伊直政的異母姊姊高瀬姫（從大約200人的試鏡中選出）。11月就任第96回全國高等學校足球錦標賽的第13代應援經理。
2018年，7月播出的電視劇「愛似百匯」中飾演主角龜山風呼，為首次主演電視劇。並在同月播出的電視劇「高嶺之花」飾演喜歡Cosplay的少女原田秋保，成為熱門話題被觀眾稱為「Cosplay醬（コスプレちゃん）」。
2019年，10月4日發表因身體健康因素暫停演藝活動，原本預計演出的電視劇「Nippon Noir-刑警Y的反亂-」角色也將換人演出。
2020年，1月8日發表將重新開始演藝活動。

## 出演

### 電視劇
- NHK大河劇 女城主 直虎 第19回 - 第26回、第31回、第33回 - 第38回（2017年、NHK） - 高瀨（日语：高瀬姫）[12][13]
- 我的作家父亲藤泽周平（2017年10月25日，NHK BS Premium） - 藤沢展子
- 高嶺之花（2018年7月11日－9月12日，日本電視台） - 原田秋保 [14]
- 愛似百匯（2018年7月12日－9月13日，富士電視台） - 主演・龜山風呼
- NHK特集「詐欺之子」（2019年3月23日，NHK綜合） - 田島玲奈（女主角）[15]
  - 詐欺之子 特別編（2019年5月18日，NHK BS Premium）
- 我的裙子，去哪了？（2019年4月20日－6月22日，日本電視台） - 川崎結衣[16]
- Red Eyes 監視搜查班（日语：レッドアイズ_監視捜査班）（2021年1月23日－3月27日，日本電視台） -
- 春的詛咒（2021年5月22日－6月26日，東京電視台） - 主演・立花夏美
- 為了觸摸青野同學，所以我想死（2022年3月18日－5月20日，WOWOW） - 刈谷優里（女主角）
- 村井之戀（2022年4月6日〈5日深夜〉－5月25日〈24日深夜〉、TBS） - 主演・田中彩乃
- 清晨首班列車的殺風景（2022年，WOWOW） - 麻
- Halation Love（2023年8月5日－9月30日，朝日電視台） - 主演・深山朱莉
- 客廳裡的松永先生（2024年1月9日 - 3月26日，關西電視台・富士電視台） - 園田美己（女主角）
- 世界奇妙物語 夏之特別篇2024「週刊 前戀人製作」（2024年6月8日，富士電視台）- 主演・
- 臉上塗泥（2024年7月13日－9月21日，朝日電視台） - 主演・柚原美紅
- 小圓今年26歲，是一名實習醫生！（2025年1月14日 - 3月18日，TBS） - 尾崎千冬

### 網路劇
- 愛似百匯（2018年3月31日，FOD） - 主演・龜山風呼
- 平行校园生活（2019年2月18日 - 3月15日，Y!mobile公式YouTube channel） - 主演・二渡志乃莉

### 電影
- 人生的約定（2016年1月9日、東寶） - 渡邊瞳
- 劇場版 平行校园生活（2019年3月31日、AQUA CiTY御台場） - 主演・二渡志乃莉
- 阿松（2022年3月25日、東寶） - 豆豆子
- 赤羽骨子的秘密保鑣（2024年8月2日、松竹）- 棘屋寧

### 電視動畫
- 寶可夢 地平線（2023年4月14日 - ，東京電視台） - 女子生徒、ルカ[17]

### 網路動畫
- 寶可夢 釋雪二藍（2022年6月22日，YouTube） - コトブキムラの子ども

### 其它電視節目
- 『全日本國民的美少女比賽』特別節目 （2014年9月14日、朝日電視台）[18]
- 『テレビ滋賀プラスワン』（2015年2月21日、琵琶湖放送）[19]
- 『CM INDEX』（2015年3月27日、TOKYO MX） - 以降各局で放送[20][21]。

### MV
- Little Glee Monster
  - 「人生只有一次」（2015年7月15日）[22]
  - 「いつかこの涙が」（2017年12月21日）
- 折坂悠太「湯気ひとすじ」（2019年2月1日）
- Mafumafu「それは恋の終わり」（2019年9月18日）

### 電視廣告
- 日本生活協同組合連合會（COOP）[23]
  - 「気づいたこと」篇 /「おばあちゃん家」篇（2015年2月 - ）
  - 「おばあちゃんが来る」篇（2015年10月5日 - 18日）
- 代代木Seminar「わたしが主役!」篇（2015年2月 - ）[24]
- 大鵬藥品工業「チオビタ・ドリンク」（2015年6月 - ）[25]
  - 「家族のためのチオビタ・母」夏篇（2015年6月1日 - ）
  - 「家族のためのチオビタ・父」夏篇（2015年6月2日 - ）
  - 「家族のためのチオビタ・父・母」夏篇（2015年6月5日 - ）
  - 「家族のためのチオビタ」通年篇（2015年10月1日 - ）[26]
  - 「チオビタと素顔」みんな一緒篇（2017年6月2日 - ）[27]
  - 「チオビタと素顔」仲直り篇（2017年6月24日 - ）[27]
- WonderPlanet「Crash Fever」
  - 「渡り廊下の期待感」篇 /「帰り道の期待感」篇 （2016年8月(全国展開は8月27日) - ）[28]
- 能率
  - 「この曲なんだっけ」篇（2017年4月4日 - ）[29]
  - 「家族の真ん中に」篇（2019年1月28日 - ）
- BOURBON「ルマンドアイス」
  - 「登場」篇（2018年2月 - ）
- JTEKT「大丈夫?」篇 （2018年4月 - ）
- JTB JTBついてる!Hawaiiキャンペーン（2019年1月25日 - ）
- ミロク情報サービス（2019年4月27日 - ）
- 三井住友信用卡
  - 「Vポイントの歌 いつものお店」篇（2021年3月30日 - ）
  - 「Vポイントの歌 コンビニ5%」篇
  - 「Vポイントでお買物」篇
  - 「Visaで使えるVポイントって知ってますか」篇
- 近江米振興協会 近江米「環境こだわり米 」（2021年12月 - ）
- 日清食品「チキンラーメン」『0秒チキンラーメン チキンかじり虫』篇（2022年4月4日 - ）
- BASE「キレながら褒めるシソンヌとベイスさん 激安プラン登場」篇（2022年6月1日 - ） - 與香取慎吾、Sissonne的共演
- Thinkings 採用管理システム「sonar ATS」（2022年10月11日 - 12月31日）
- Meta Platforms「Meta Quest 2」（2022年11月7日 - ） - 與松下洸平、山之內鈴的共演）
- NTT DOCOMO
  - DOCOMO「若者の本音唄」篇（2022年12月1日 - ） -與室剛的共演
  - home 5G（2023年8月14日 - ）
- DMM TV（2022年12月16日 - ） - 與春日俊彰（奧黛麗）、雨宮天的共演
- 日本赤十字社 はたちの献血「元気のシェア」篇（2023年1月1日 - 2月28日）
- 經濟產業省 資源能源廳「大切なエネルギーだから」編（2023年3月22日 - ）
- JAグループ「国産DAY」キャンペーン（2023年7月21日 - ）
- Goo-net「グーネットのうた 掲載台数最大級」篇（2023年8月17日 - ） - 與博多華丸・大吉的共演
- クロノス「やさしいsong」篇（2023年10月19日 - ）

### 廣告
- JTB（2018年7月 - ） - イメージキャラクター、WEB PR大使
- 柳屋本店（2021年3月 - ） - イメージキャラクター
- 森永乳業 pino “ピノゲー”キャンペーン（2022年） - 公式アンバサダー（「新・高橋名人」として高桥名人と共演）

## 書籍

### 雜誌
- Ray（2019年1月號－，主婦之友社） - 專屬模特兒[30]
- Myojo（2014年11月号 - 2017年10月号、集英社） - 連載

### 寫真集
- WATERFALL（2020年3月27日、東京新聞通信社、撮影：神藤剛）ISBN 978-4-86336-988-7[43][44]
- Adorable（2022年10月7日、集英社、撮影：柴田フミコ）ISBN 978-4-08790-088-0

### 數位寫真集
- 「ファンコレ」（LAWSON的photo service）
- 『国民的美少女2014 -la beaute- (Part1・Part2)』

### 日历
- 髙橋ひかる 2016年 カレンダー（2015年11月、ハゴロモ）
- 髙橋ひかる 2017年 カレンダー（2016年11月、ハゴロモ）
- 髙橋ひかる 2018年 カレンダー（2017年11月、ハゴロモ）
- 髙橋ひかる 2019年 カレンダー（2018年9月、ハゴロモ）
- 髙橋ひかる 2020年 カレンダー（2019年10月、ハゴロモ）
- 髙橋ひかる 2021年 カレンダー（2020年10月、ハゴロモ）
- 髙橋ひかる 2022年 カレンダー（2021年12月、ハゴロモ）

## 外部連結
- 官方網站 （页面存档备份，存于） （日語）
- 官方博客 （页面存档备份，存于） （日語）
- Ameba博客 （页面存档备份，存于） （2015年11月9日 - ）（日語）
- 高橋光的Instagram帳戶（日語）
- YouTube上的高橋光頻道 （日語）